# Памятник В. И. Ленину (Чернигов)
Памятник В. И. Ленину — снятый с государственного учёта памятник истории местного значения и памятник монументального искусства местного значения в Чернигове.

## История
Решением исполкома Черниговского областного совета народных депутатов от 31.05.1971 № 286 присвоен статус памятник монументального искусства местного значения с охранным № 60 под названием Памятник В. И. Ленину.
Был демонтирован 21 февраля 2014 года вследствие акта вандализма. 

## Описание
В 1967 году на бульваре — напротив домов № 33А и 35 улицы Ленина — был установлен памятник в честь российского революционера, советского политического и государственного деятеля Владимира Ильича Ленина. В период 1961—2001 годы одна из улиц Чернигова носила название в честь В. И. Ленина, кроме того в период 1922—1961 годы другая улица именовалась в честь В. И. Ленина.
Памятник был расположен на оси центральной аллеи — ориентированный на проспект Октябрьской Революции. Вокруг памятника расположена площадка из гранита и брекчии, обсаженная пирамидальными тополями. Памятник представляет собой бронзовую фигуру (высота 5,1 м), установленную на облицованном черным лабрадоритом постаменте (высота 6 м).  
Авторы: скульпторы — Народный художник УССР А. Е. Белостоцкий и Заслуженный деятель искусств УССР О. А. Супрун, архитектор — В. М. Устинов.